# Gilles Grimandi
Gilles Grimaldi (Gap, Francia, 11 de noviembre de 1970) es un exfutbolista francés, se desempeñaba como defensa. Actualmente ejerce de ojeador para el Arsenal FC.

## Clubes
| Club            | País           | Año         | Partidos | Goles |
| AS Mónaco       | Mónaco         | 1991 - 1997 | 67       | 3     |
| Arsenal FC      | Inglaterra     | 1997 - 2002 | 113      | 10    |
| Colorado Rapids | Estados Unidos | 2002 - 2003 | 0        | 0     |

- Datos: Q722437
- Multimedia: Gilles Grimandi / Q722437